# Костенец
Вижте пояснителната страница за други значения на Костенец.
Ко̀стенец е град в Югозападна България, Софийска област, административен център на община Костенец. По данни на ГРАО към 15 септември 2023 г. в града живеят 5923 души по настоящ адрес и 6422 души по постоянен адрес.

## География
Намира се на около 61 km югоизточно от София. В близост до Костенец са разположени курортът Боровец (на 28 km), градовете Долна баня (на 8 km) и Ихтиман (на 17 km). Отстои на 6 км от автомагистрала „Тракия“.
Разположен е в подножието на Рила, в източната част на Костенецко-Долнобанската котловина. Климатът е умерено-континентален със средна годишна температура на въздуха –4,2 °С през януари и 16,1 °С през юли.

## Земеделие
Град  Костенец и района около него се славят като най-големите производители на малини и ягоди в България през социализма.

## История
Районът е бил заселен още през бронзовата и желязната епоха. През I хилядолетие пр.н.е. го населява тракийското племе беси.
Заселването на днешния град Костенец започва през 1884 г. със строежа на железопътната линия Белово – Вакарел, която била прокарана на около 6 км североизточно от село Костенец. С построяването на гарата били построени кибритена и хартиена фабрика, които допринесли за бързото разширяването на селището. През 1964 г. се сливат 2 селища – гара Костенец и Момин проход, и се създава град Костенец. През 2006 година кв. Момин проход се отделя в самостоятелно селище като град Момин проход.
Костенечка седловина на остров Смит, Южни Шетландски острови, е наименувана в чест на град Костенец.

## Население
Численост на населението според преброяванията през годините:
| \| Година на преброяване \| Численост \| \| --------------------- \| --------- \| \| 1934 \| 1465 \| \| 1946 \| 2189 \| \| 1956 \| 4556 \| \| 1965 \| 7887 \| \| 1975 \| 10 495 \| \| 1985 \| 11 035 \| \| 1992 \| 10 866 \| \| 2001 \| 9954 \| \| 2011 \| 6853 \| \| 2021 \| 6040 \| |           |
| Година на преброяване | Численост |
| 1934 | 1465      |
| 1946 | 2189      |
| 1956 | 4556      |
| 1965 | 7887      |
| 1975 | 10 495    |
| 1985 | 11 035    |
| 1992 | 10 866    |
| 2001 | 9954      |
| 2011 | 6853      |
| 2021 | 6040      |

## Икономика
- „Костенец – ХХИ“ АД – завод за хартия и хартиени изделия
- „Актив Комерс“ – печатница
- „Булкост“ – фабрика за кибрит
- „Синхрон Инвест“ – цех за спиртни напитки
- „Шведски Кибрит Плам България“ – фабрика за производство на разпалки (за огън, камини, барбекюта), брикети за камини, еднократни барбекюта, торби за барбекю и др.
- „Рила пропъртис“ – агенция за недвижими имоти
- „АСД – 555“ ЕООД – металообработване
- „Адимекс 2000“ ООД – автосервизна дейност, металообработване и търговия с петролни продукти
- „Нинела“ ЕТ – Производство на дамски и мъжки обувки от естествена кожа
- „Нерон-2005 ООД“ – фабрика за PVC и AL дограма и магазин за строителни материали.

## Култура
Функционира читалище „Прогрес“ с детски фолклорен танцов състав, детска вокална група, балет за модерни танци, дамско вокално трио, школи по пиано, акордеон, английски език и математика.
В града се издава месечният вестник „Костенец днес“ – издание на община Костенец. 
Храмът „Свети великомъченик Георги Победоносец“ е осветен през 1932 година и обновен през 2014 г.

## Редовни събития
Празникът на Костенец се празнува всяка година на 23 септември.

## Личности
Родени в Костенец
- Георги Русев (1928 – 2011), български актьор
- Георги Владимиров Стоицев (29.07.1935-22.11.2020), създател и директор на гимназията „Климент Охридски“ в града, извел я до Национален първенец сред училищата в България, общественик, почетен гражданин на Костенец
- Нестор Смолянски (1925 – 2013), български духовник
- Никола Стойчев (1891 – 1945), български военен деец, генерал-лейтенант